# Ферни-Джиральдони, Каролина Людвиговна
Каролина Людвиговна Ферни-Джиральдони (итал. Carolina Ferni-Giraldoni; 1839—1926) — итальянская скрипачка, оперная певица (сопрано) и педагог.

## Биография
Родилась 20 августа 1839 года в городе Комо.
Игре на скрипке училась у своего отца Луиджи Ферни, затем в Турине у Джузеппе Гамбы и Франческо Бьянки, после в Париже у Дельфена Алара, Анри Вьётана, Шарля де Берио и наконец в Брюсселе у Юбера Леонара. С успехом концертировала вместе со своей сестрой Вирджинией, тоже скрипачкой, во многих городах Европы. В 1859—1860 годах выступала в России (в Петербурге ей аккомпанировал А. Г. Рубинштейн, в Москве — H. Г. Рубинштейн).

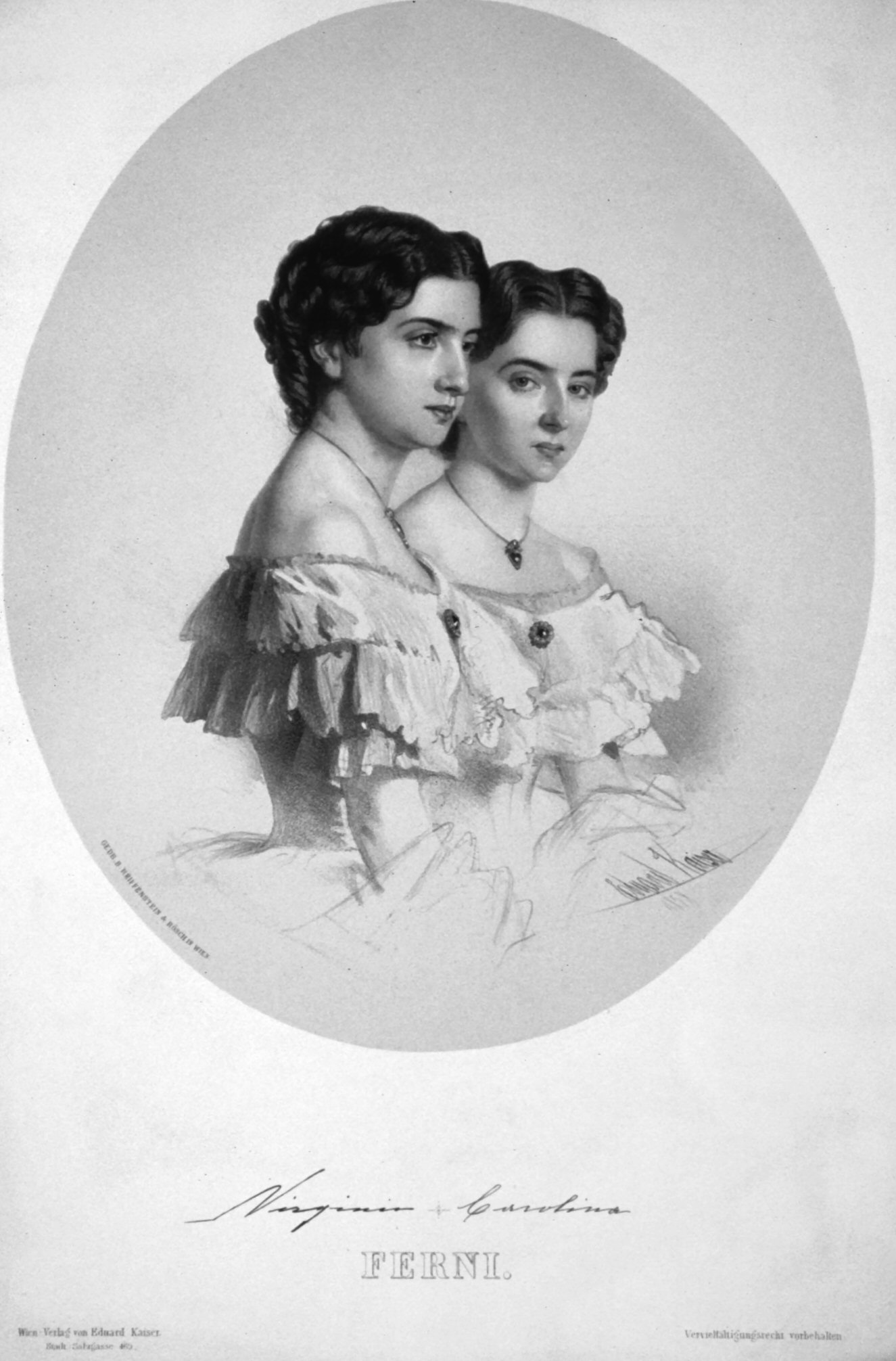
Каролина и Вирджиния Ферни, 1858 год

В 1861 году Каролина оставила концертную деятельность и брала уроки пения у сопрано Джудитты Паста. Она обладала сильным голосом широкого диапазона голосом, позволявшим ей петь лирические, колоратурные и драматические партии. На сцене дебютировала в Турине в роли Леоноры ди Гусман в опере «Фаворитка» Доницетти в 1862 году. В 1866—1868 годах пела в «Ла Скала». Была первой исполнительницей в Италии партии Селики в опере «Африканка» Мейербера. Пела на оперных сценах в Генуе, Милане, Венеции, Болонье, Флоренции, Ницце, Мадриде, Барселоне, Севилье и других городах. Ушла со сцены в 1883 году.
В 1886 году вместе с мужем открыли в Милане школу пения, где у них занимался Энрико Карузо В 1888 году переехала в Петербург, где давала частные уроки пения. В 1895—1921 годах — профессор Петербургской консерватории по классу сольного пения. Её учениками были — Э. Бурцио, М. И. Долина-Горленко, М. Б. Черкасская, М. В. Веселовская, А. Д. Мейчик. В 1921 году вернулась в Италию.
Умерла 4 июля 1926 года в Милане.
Муж — Леоне Джиральдони (1824—1897), итальянский оперный певец (баритон); сын — Эудженио Джиральдони (1871—1924), тоже оперный певец (баритон).